# Synidotea laticauda
Synidotea laticauda is een pissebed uit de familie Idoteidae. De wetenschappelijke naam van de soort is voor het eerst geldig gepubliceerd in 1897 door James Everhard Benedict.

## Verspreiding
Hoewel Synidotea laticauda in 1897 voor het eerst werd beschreven vanuit de Baai van San Francisco (Californië), waar het wordt gevonden in sessiele gemeenschappen van ongewervelde dieren, suggereert recent bewijs dat deze soort inheems is in Azië. Het is alleen bekend uit San Francisco en Willapa Bay (Washington) aan de westkust en wordt verondersteld geïntroduceerd te zijn. Het is ook geïntroduceerd aan de oostkust van Noord-Amerika (South Carolina - New Jersey) en Europa (Frankrijk, België en Nederland). De juiste naam en identiteit van deze soort is omstreden en moleculaire analyse is nodig om de taxonomische en biogeografische geschiedenis verder te onderzoeken.